# Odo II van Blois
Odo II van Blois (ca. 983 – Commercy, 15 november 1037) was een van de machtigste feodale vorsten van Frankrijk. Hij was praktisch gesproken onafhankelijk van de koning van Frankrijk, probeerde koning van Bourgondië en Italië te worden, en voerde een eigen oorlog tegen keizer Koenraad II de Saliër.
Na het overlijden van Odo's vader, Odo I van Blois, hertrouwde zijn moeder, Bertha van Bourgondië, met koning Robert II van Frankrijk. Daardoor werd Odo opgevoed aan het koninklijke hof, totdat Bertha en Robert onder druk van de paus moesten scheiden. In 1004 werd hij graaf van Blois, Chartres, Châteaudun, Provins, Reims en Tours, als opvolger van zijn kinderloos overleden broer Theobald II. Toen zijn vrouw Mathilde jong overleed, kwam hij in conflict met haar broer, Richard II van Normandië, over de stad Dreux die zij als bruidsschat had gekregen. Door arbitrage van koning Robert kon Odo de stad behouden. Odo werd tevens door de koning tot paltsgraaf benoemd.
Fulco III van Anjou doodde in 1007 een vazal van Odo tijdens een jachtpartij en ging in 1008 als boetedoening op een bedevaart naar het Heilige Land. Odo gebruikte deze gelegenheid om Fulco's bezittingen te plunderen en enkele van zijn kastelen te veroveren. In 1015 ruilde Odo Beauvais voor het beter gelegen Sancerre. Fulco had inmiddels een bondgenootschap gesloten met koning Robert en kwam daardoor in een positie zijn verliezen op Odo terug te heroveren. In 1016 vonden er gevechten plaats over het bezit van de stad Tours. Odo trok met een leger naar Montrichard om dat te veroveren maar werd onderweg overvallen door Fulco bij Pontlevoy. Odo leek de slag te winnen, en had Fulco zelfs gevangengenomen, toen hij werd aangevallen door Herbert I van Maine die Fulco te hulp kwam. Doordat Herbert uit het westen kwam, werd zijn komst door de ondergaande zon pas laat opgemerkt. Herbert wist de cavalerie van Odo op de vlucht te jagen en Fulco te bevrijden. Odo's voetvolk werd uitgemoord. Odo moest zijn veroveringen uit 1008 opgeven.
In 1023 overleed Odo's neef Stefanus, en Odo erfde zijn graafschappen Troyes, Meaux en Châlons. Dat was zeer tegen de zin van koning Robert, die had geprobeerd om de erfenis aan de kroon te laten vervallen. Samen met keizer Hendrik II kon de Franse koning de macht van Odo enigszins inperken. Ze dwongen hem het gezag over Reims over te dragen aan de aartsbisschop en Dreux op te geven aan de koning. Keizer Hendrik verwoestte enkele kastelen van Odo in Lotharingen. Ook zorgde Robert ervoor dat de Italiaanse adel zijn aanbod aan Odo om koning van Italië te worden, introk. Na de dood van koning Robert II in 1031, streden zijn zoons Hendrik en Robert om de macht. Odo koos de kant van Robert en zijn moeder Constance van Arles. In ruil daarvoor verwierf hij het graafschap Sens en kon zo zijn bezittingen in Midden-Frankrijk en in Champagne met elkaar verbinden. Hij benoemde een partijganger tot aartsbisschop van Sens en wist een aanval van Hendrik en Fulco van Anjou op Sens af te slaan.
In 1032 overleed Odo's oom, Rudolf III van Bourgondië. Odo was zijn naaste bloedverwant maar Rudolf had zijn koninkrijk bij testament nagelaten aan keizer Koenraad II. Odo trok naar Bourgondië, veroverde Neuchâtel en werd ingehaald in Vienne. In Arles en Marseille werden oorkonden in zijn naam opgesteld. Het conflict breidde zich uit en er werden over en weer plundertochten uitgevoerd in Champagne en in Lotharingen. In 1034 wist keizer Koenraad een verbond te vormen met koning Hendrik van Frankrijk en Humbert Withand en andere Italiaanse edelen. Toen ook de Bourgondische adel steeds meer de kant van Koenraad koos, moest Odo zijn aanspraken op Bourgondië opgeven.
Het conflict met de keizer was echter nog niet voorbij. In 1037 boden Italiaanse bisschoppen aan Odo de titel van koning van Italië aan, terwijl in feite keizer Koenraad toen ook koning van Italië was. Deze poging mislukte echter toen Bertha van Este, de weduwe van Manfred II Olderik van Turijn, de samenzwering ontdekte en Koenraad waarschuwde. Odo besloot daarop naar Aken te trekken om Kerst in koninklijke stijl te kunnen vieren. Hij nam Bar-le-Duc in maar stootte op een leger van Gozelo I van Verdun en werd door hem verslagen. Odo werd op de vlucht gedood. Zijn lichaam was zo verminkt dat hij alleen kon worden geïdentificeerd aan de hand van een opvallende wrat. Hij werd begraven in de abdij van Marmoutiers in Tours.
Odo was gehuwd met:
- Mathilde († 1004), dochter van Richard I van Normandië
- Irmgard (ca. 990 - 10 maart 1040), dochter van Willem IV van Auvergne

Odo en Irmgard kregen de volgende kinderen:
- Theobald III van Blois
- Stefanus II van Champagne
- Bertha († 1085), in 1027 gehuwd met Alan III van Bretagne (996-1040) en in 1046 met Hugo IV van Maine (-1051).

## Voorouders
| Voorouders van Odo II van Blois (983-1037) | Voorouders van Odo II van Blois (983-1037)                         | Voorouders van Odo II van Blois (983-1037)                         | Voorouders van Odo II van Blois (983-1037)                                  | Voorouders van Odo II van Blois (983-1037)                                  | Voorouders van Odo II van Blois (983-1037)                                | Voorouders van Odo II van Blois (983-1037)                                | Voorouders van Odo II van Blois (983-1037)                              | Voorouders van Odo II van Blois (983-1037)                              |
| ------------------------------------------ | ------------------------------------------------------------------ | ------------------------------------------------------------------ | --------------------------------------------------------------------------- | --------------------------------------------------------------------------- | ------------------------------------------------------------------------- | ------------------------------------------------------------------------- | ----------------------------------------------------------------------- | ----------------------------------------------------------------------- |
| Overgrootouders                            | Theobald de Oude (880-943) ∞ ? (-)                                 | Theobald de Oude (880-943) ∞ ? (-)                                 | Herbert II van Vermandois (884–943) ∞ 907 Adelheid van Bourgondië (890-943) | Herbert II van Vermandois (884–943) ∞ 907 Adelheid van Bourgondië (890-943) | Rudolf II van Bourgondië (890-937) ∞ 922 Bertha van Zwaben (907-voor 966) | Rudolf II van Bourgondië (890-937) ∞ 922 Bertha van Zwaben (907-voor 966) | Lodewijk IV van Frankrijk (920-954) ∞ 939 Gerberga van Saksen (913-984) | Lodewijk IV van Frankrijk (920-954) ∞ 939 Gerberga van Saksen (913-984) |
| Grootouders                                | Theobald I van Blois (905-978) ∞ Liutgard van Vermandois (914-978) | Theobald I van Blois (905-978) ∞ Liutgard van Vermandois (914-978) | Theobald I van Blois (905-978) ∞ Liutgard van Vermandois (914-978)          | Theobald I van Blois (905-978) ∞ Liutgard van Vermandois (914-978)          | Koenraad van Bourgondië (922–993) ∞ Mathilde van Frankrijk (943-992)      | Koenraad van Bourgondië (922–993) ∞ Mathilde van Frankrijk (943-992)      | Koenraad van Bourgondië (922–993) ∞ Mathilde van Frankrijk (943-992)    | Koenraad van Bourgondië (922–993) ∞ Mathilde van Frankrijk (943-992)    |
| Ouders                                     | Odo I van Blois (950-996) ∞ Bertha van Bourgondië (967-1010)       | Odo I van Blois (950-996) ∞ Bertha van Bourgondië (967-1010)       | Odo I van Blois (950-996) ∞ Bertha van Bourgondië (967-1010)                | Odo I van Blois (950-996) ∞ Bertha van Bourgondië (967-1010)                | Odo I van Blois (950-996) ∞ Bertha van Bourgondië (967-1010)              | Odo I van Blois (950-996) ∞ Bertha van Bourgondië (967-1010)              | Odo I van Blois (950-996) ∞ Bertha van Bourgondië (967-1010)            | Odo I van Blois (950-996) ∞ Bertha van Bourgondië (967-1010)            |

- Gemeinsame Normdatei: 139491414
- Historisch woordenboek van Zwitserland: 019575
- International Standard Name Identifier: 0000 0003 6764 5615
- Système universitaire de documentation: 087982242
- Virtual International Authority File: 231902564
- WorldCat: E39PBJgt33v99ctw8Dq6jvMgKd